# Butterflies
„Butterflies” (en.: Fluturi) este un cântec compus de Maxim Fadeiev și Malka Chaplin și interpretat de formația 3+2 și a reprezentat Belarusul la Concursul Muzical Eurovision 2010. În martie 2010, 3+2 au fost aleși ca reprezentanți ai acestei țări cu melodia „Far Away”. Totuși, pe 19 martie 2010, BTRC, televiziunea bielorusă, a anunțat că 3+2 și-a schimbat cântecul pentru concurs. Au cântat „Butterflies” în prima semifinală, pe 25 mai 2010, și în finala de pe 29 mai.